# Idionyx nilgiriensis
Idionyx nilgiriensis är en trollsländeart som först beskrevs av Fraser 1918.  Idionyx nilgiriensis ingår i släktet Idionyx och familjen skimmertrollsländor. IUCN kategoriserar arten globalt som otillräckligt studerad. Inga underarter finns listade i Catalogue of Life.